# Den Velde
Den Velde is een landelijke woonkern die bestuurlijk valt onder de gemeente Hardenberg in de Nederlandse provincie Overijssel. Ten oosten grenst het aan de Grafschaft Bentheim, ten westen aan het kanaal Almelo-De Haandrik. Aan de overzijde van dit kanaal ligt de heerlijkheid Gramsbergen, ingeklemd tussen de Overijsselse Vecht en het kanaal Almelo-De Haandrik.
Den Velde is een oude buurtschap, agrarisch ingesteld, met momenteel zo’n 190 inwoners. Het dorp heeft als enige publieke voorziening een openbare basisschool. Voor het doen van inkopen is men aangewezen op het nabijgelegen Gramsbergen of Hardenberg.
Heel vroeger lag in Den Velde De Slingenberg, een zogenaamde bergfried. Een bergfried is een eenvoudig verdedigingstoren uit de Middeleeuwen. Destijds waren belangrijke hoeven voorzien van zo'n bergfried, waar de bewoners uit de omgeving zich konden 'bergen' of schuilen voor gevaar van buiten.

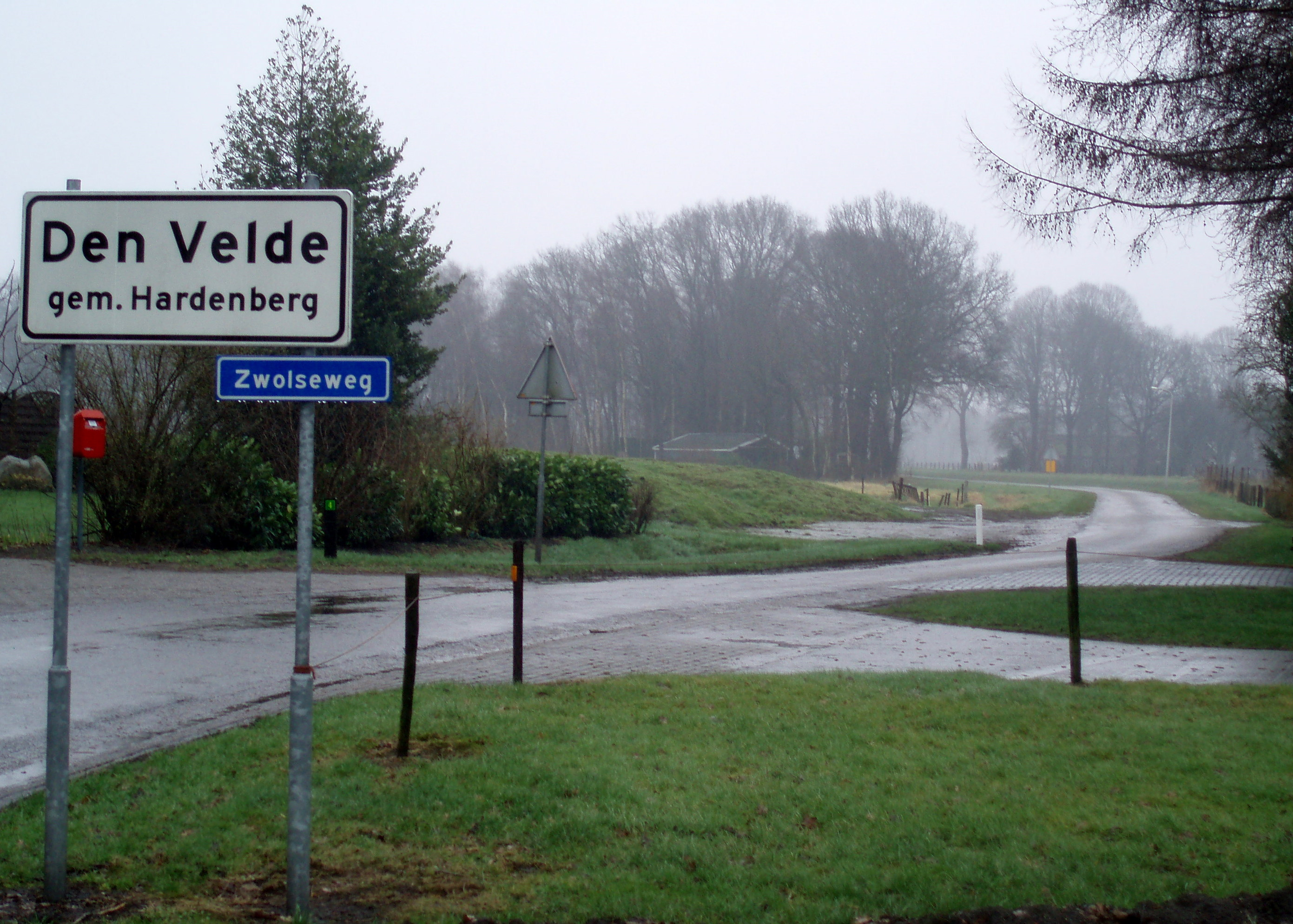
Den Velde op een regenachtige februaridag.

Steden: Hardenberg · Gramsbergen      Dorpen: Balkbrug · Bergentheim · Bruchterveld · De Krim · Dedemsvaart · Heemse · Kloosterhaar (deels) · Lutten · Mariënberg · Oud Avereest · Rheeze · Schuinesloot · Sibculo · Slagharen

Buurtschappen: Achterin · Ane · Anerveen · Anevelde · De Belt · Benedenvaart · 't Bergje · Braamberg (deels) · Brucht · Collendoorn · Collendoornerveen · Diffelen · Ebbenbroek · Engeland · Gouden Ploeg · Groot-Oever · De Haandrik · 't Haantje · De Haar · Hanekamp · Hardenbergerveld · Heemserveen · Holtheme · Holthone · Hoogenweg · Den Huizen · Den Kaat · Keiendorp · Loozen · Lutten-Oever · Lutterhartje · De Maat · De Meene · De Mulderij · Noord-Stegeren · Den Oosterhuis · Oud-Bergentheim · Oud-Lutten · De Pol · Radewijk · Rheezerveen · De Schans · Sluis 7 · Sponturfwijk · Strooiendorp · Den Velde · Venebrugge · Den Westerhuis · Westerhuizingerveld (deels) · Witman 

Voormalige gemeenten: Avereest · Gramsbergen · Hardenberg (Stad · Ambt)

Overijssel · Steden en dorpen in Overijssel      Nederland · Provincies · Gemeenten